# Spirobranchus eitzeni
Spirobranchus eitzeni är en ringmaskart som beskrevs av Augener 1918. Spirobranchus eitzeni ingår i släktet Spirobranchus och familjen Serpulidae. Inga underarter finns listade i Catalogue of Life.